# Sferisterio

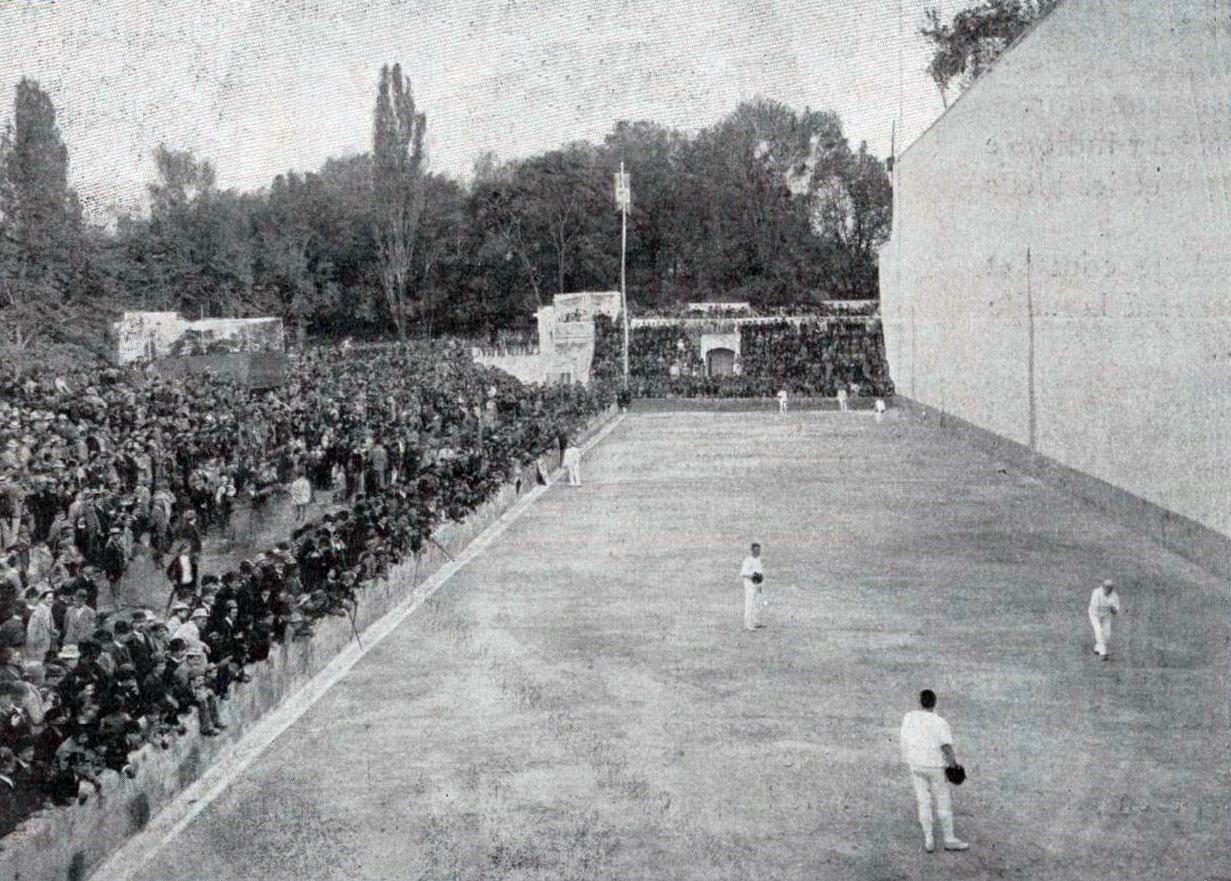
Sferisterio delle Cascine a Firenze nel XIX secolo.

Lo sferisterio (dal latino sphaeristerium e questo dal greco σφαιριστήριον, sphairisterion) o sferodromo (dal greco σφαος, sferos, "palla", e δρόμος, dromos, "corsa") è un impianto sportivo per le varie specialità del gioco del pallone. Nelle tante nazioni dove si praticano sport sferistici, le definizioni di sferisterio cambiano ma il significato del termine si riferisce sempre all'impianto dove si disputano partite di giochi sferistici: in Spagna la parola frontón indica il luogo dove si pratica la pelota basca e in valenciano la parola trinquet indica il luogo dove si pratica la pilota valenciana.

## Struttura

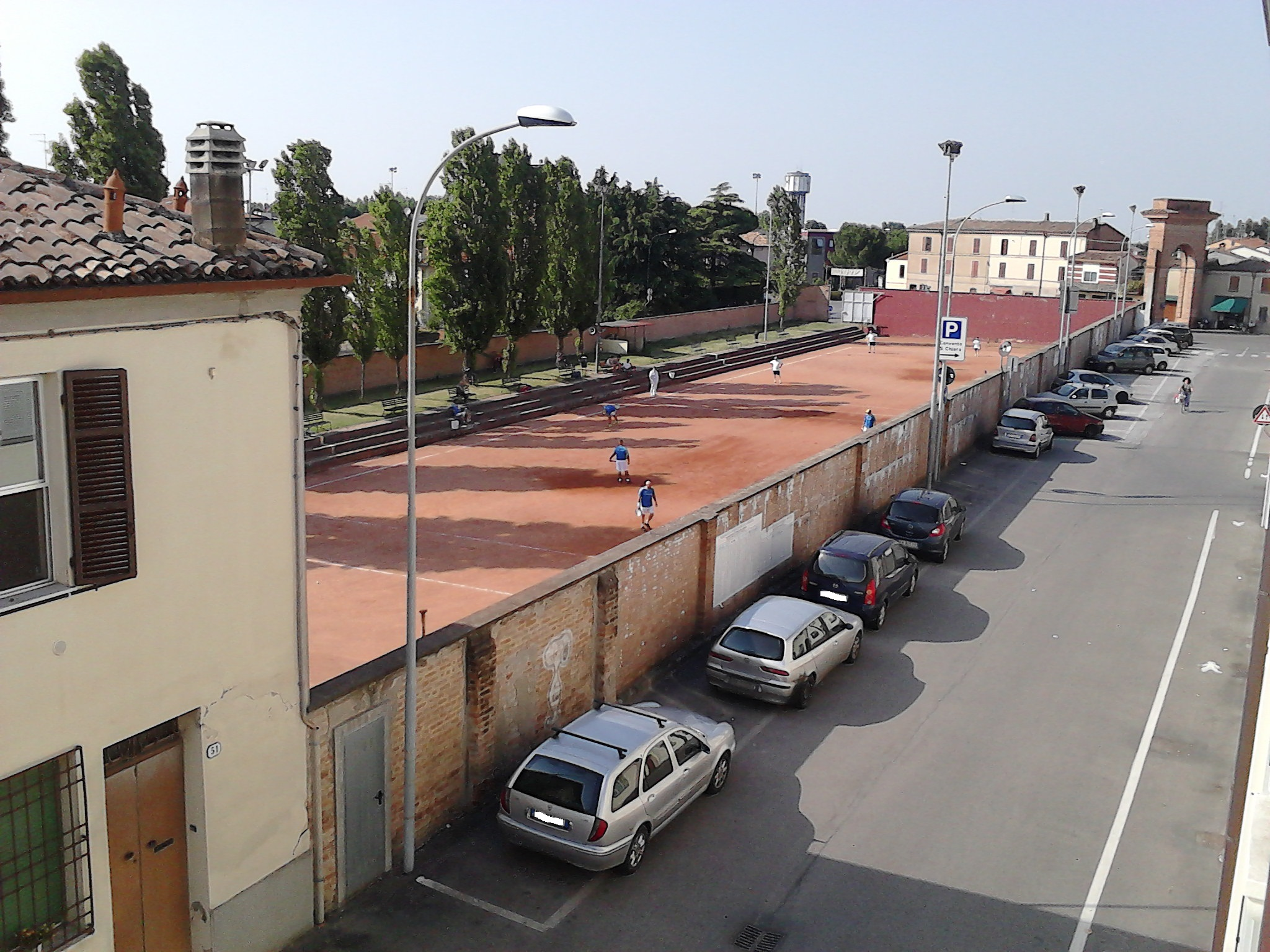
Incontro di tamburello presso lo sferisterio di Bagnacavallo (Ravenna).

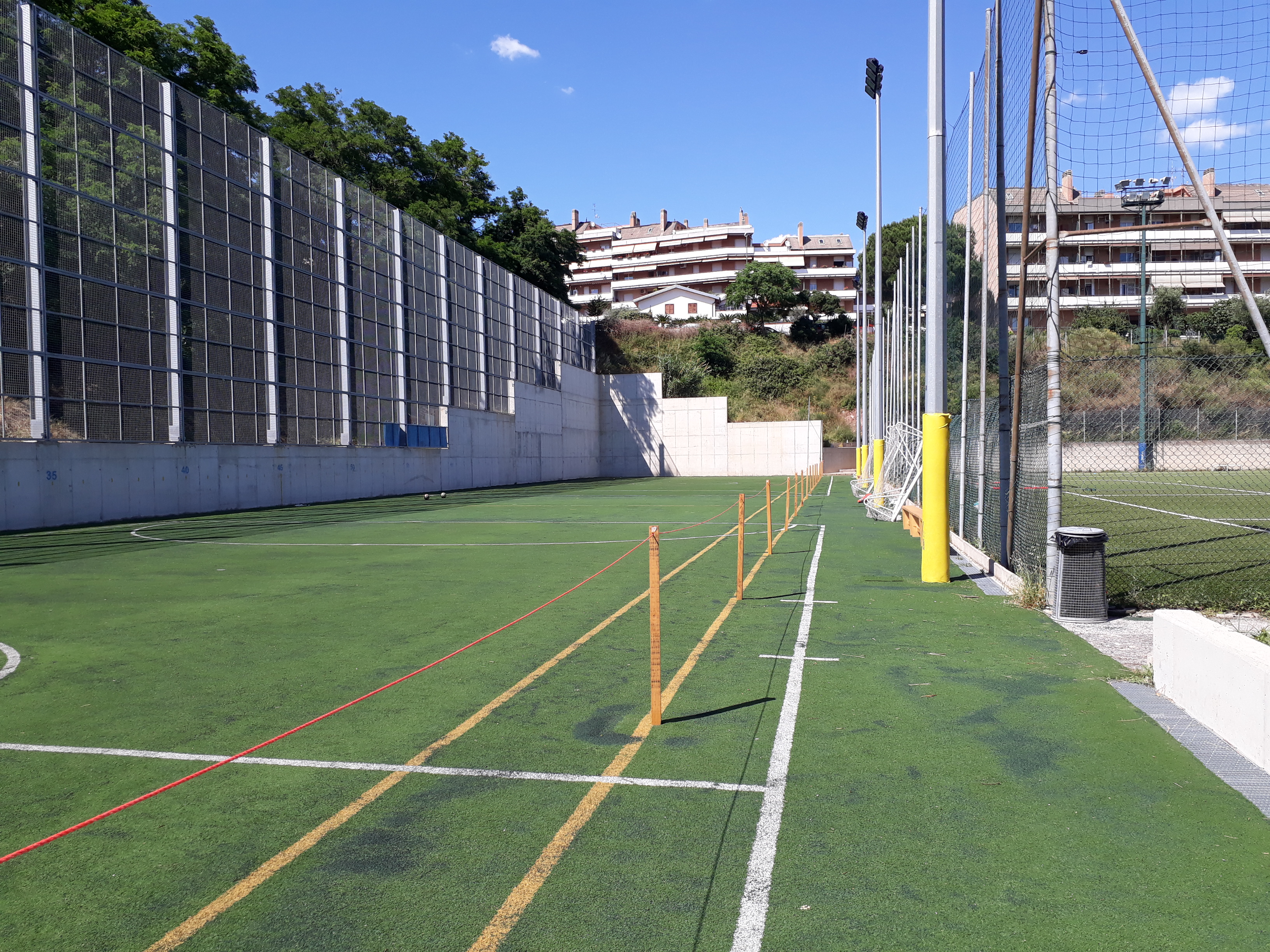
Sferisterio Gian Carlo Ruffino di Savona

Il campo di gioco è costituito da un terreno piano rettangolare di 16 metri per 86 nel pallone col bracciale oppure 18 metri per 90 nella pallapugno, delimitato su uno dei lati lunghi da un muro d'appoggio, sormontato da una rete. Lo sferisterio può esser costruito in luogo al coperto così come all'aperto. Fino al 1996, in Italia negli sferisteri era consentito scommettere sulle partite perciò negli impianti erano stabiliti totalizzatori. Successivamente quest'attività divenne illegale al contrario di altre nazioni, dove scommettere sulle partite è ancora legale: il volume finanziario delle scommesse negli sferisteri supera spesso quello delle agenzie nelle quali si scommette su altri sport.

## Storia

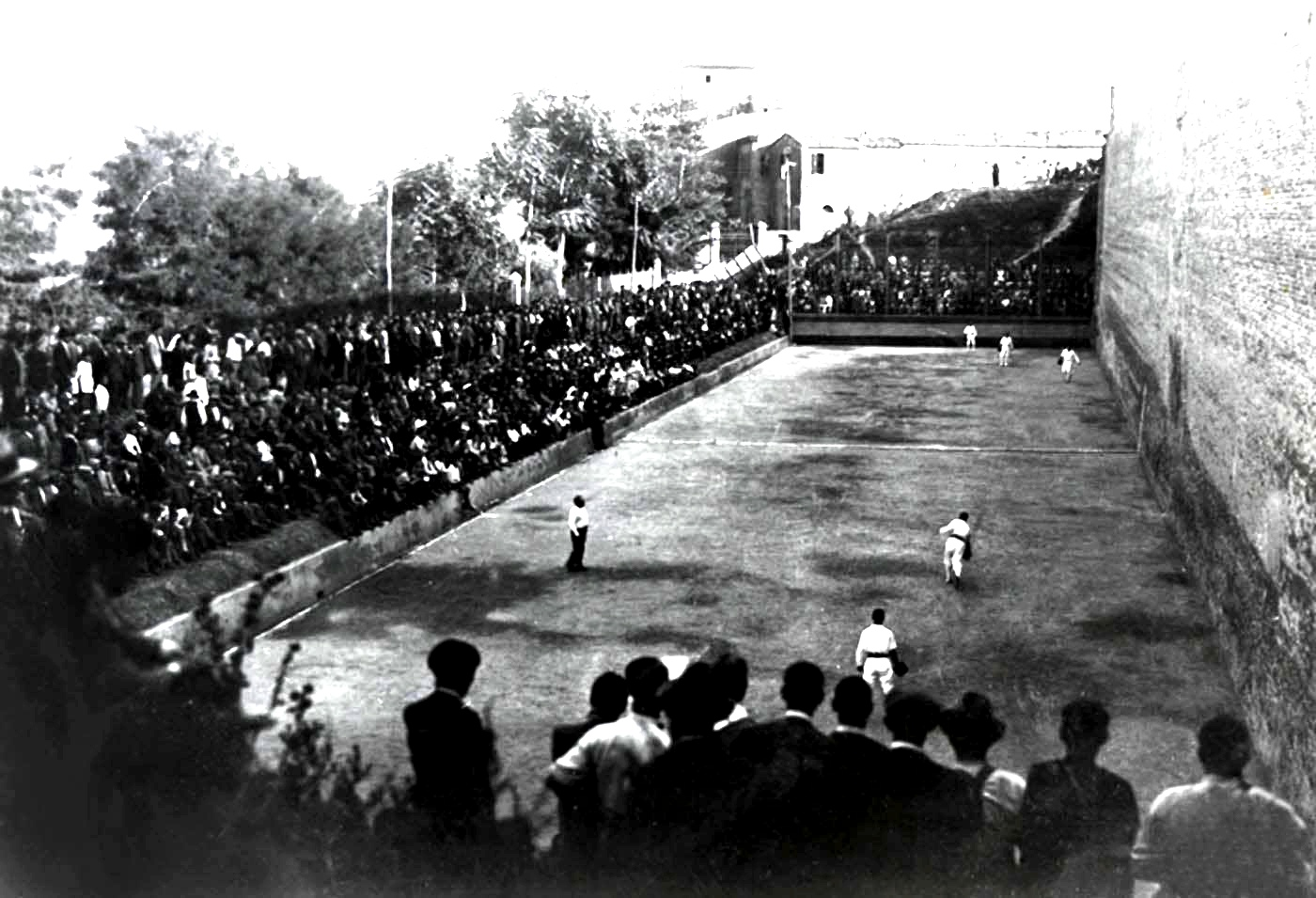
Lo Sferisterio dentro le mura della Rocca Malatestiana di Cesena, su via Malatesta Novello, in una foto del 1929.

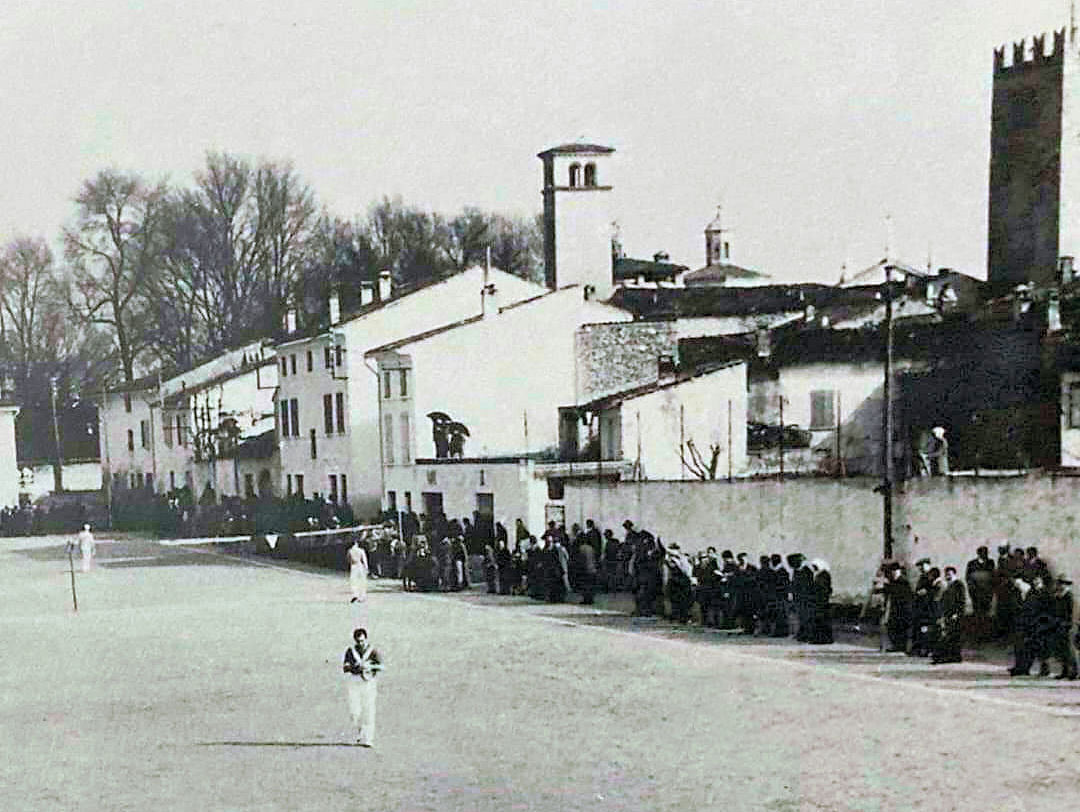
Sferisterio di Castel Goffredo, anni '40.

Anticamente lo sferisterio era un locale annesso ai ginnasi greci (come quelli di Delfi ed Efeso) o alle terme romane, dove veniva usato per giochi come il follis. Sferisteri erano presenti anche in moltissime città precolombiane della Mesoamerica, nella forma di costruzioni rettangolari delimitata da due muri paralleli (tra questi lo sferisterio di Chichén Itzá nello Yucatán).
Uno sferisterio è documentato alla metà del 1700 a Poggibonsi; indicato in una pianta dell'epoca come "Giuoco del Pallone", tale spazio, non più utilizzato per questo gioco, è tuttora presente. Nel XIX secolo in Italia vennero costruiti sferisteri di notevole capienza che ospitavano molte migliaia di spettatori del gioco di pallone col bracciale e, successivamente, pallapugno, discipline descritte anche da Giacomo Leopardi nella sua Ode a un vincitore nel pallone e da Edmondo De Amicis, amico personale di alcuni campioni. Tra gli sferisteri più famosi sono da citare lo sferisterio delle Cascine a Firenze, l'antico sferisterio di Porta Montanara a Faenza, lo storico sferisterio Alessandro Mermet di Alba, lo sferisterio di Macerata, oggi adibito a teatro all'aperto, nonché il moderno sferisterio Edmondo De Amicis d'Imperia. Lo Sferisterio di Torino, inaugurato nel 1895 e dedicato a Edmondo De Amicis nel 1920, fu demolito nel 1967 ma è ancora ricordato dagli appassionati poiché fu sede di molti importanti tornei e numerose finali dei campionati nazionali. Famoso è inoltre lo sferisterio di Macerata, inaugurato nel 1829 e, al tempo, tra i più grandi d'Italia, anche perché, proprio nel luglio di quell'anno, il celebre campione Carlo Didimi vi stabilì un nuovo primato nel lancio della palla: il legame tra il gioco del pallone praticato nello sferisterio e Forlì è tanto forte che, tra le statue del Foro Italico, la provincia di Forlì è rappresentata proprio da questo sport.

## Sferisteri in Italia

### Esistenti
Lista parziale su migliaia di strutture, considerando sferisteri pure i palasport: qui segnaliamo le strutture più significative per tradizione storica e importanza agonistica delle squadre, che competono nelle varie discipline a livello professionistico o semiprofessionistico.
- Sferisterio Alessandro Mermet di Alba (CN)
- Sferisterio comunale di Bagnacavallo (RA)
- Sferisterio della Montagnola di Bologna
- Sferisterio Gioietti di Canale (CN)
- Sferisterio di Ceva di Ceva (CN)
- Sferisterio di Cesena (FC)
- Sferisterio Edmondo De Amicis di Imperia
- Sferisterio delle Cascine di Firenze
- Sferisterio di Macerata
- Sferisterio di Mondovì di Mondovì (CN)
- Sferisterio Antonio Agostinelli (detto "il Bimbo") di Mondolfo (PU)
- Sferisterio di Fano (PU)
- Sferisterio Partenopeo di Napoli
- Sferisterio di Treia di Treia (MC)
- Sferisterio comunale Oreste Macrelli di Faenza (RA)
- Sferisterio di via Palermo di Milano
- Sferisterio di Mombaroccio (PU)
- Sferisterio comunale di Cuneo
- Sferisterio comunale di Borgosatollo (BS)
- Sferisterio di Diano Castello (IM)
- Sferisterio Gian Carlo Ruffino di Savona
- Sferisterio di Dolcedo (IM)
- Sferisterio di Santarcangelo di Romagna (RN)[2]
- Sferisterio di Barga (LU)
- Sferisterio (Gioco del Pallone) Torrita di Siena (SI)
- Palazzetto dello Sport (Castel Goffredo) (MN)
- Sferisterio Cesare Porro di Vignale Monferrato (AL)

### Demoliti o adibiti ad altro
- Kursaal Diana di Milano
- Sferisterio di Prato
- Sferisterio Edmondo De Amicis di Torino
- Trincotto rosso di Torino
- Sferisterio di Rimini di Rimini
- Sferisterio Francesco Baracca di Lugo di Romagna
- Sferisterio di Pistoia (demolito parzialmente)
- Sferisterio di Lodi (riconvertito nel campo da calcio di Via Serravalle n° 4)
- Sferisterio Barberini di Roma
- Sferisterio di Castel Goffredo a Castel Goffredo
- Sferisterio in via Pallone allora nota come zona Crocefisso a Verona (VR)
- Sferisterio 'G.Marradi' di Livorno Piazza Luigi Orlando (LI)